# Stephanacris draconius
Stephanacris draconius är en insektsart som beskrevs av Frank H.Hennemann och Oskar V.Conle 2006. Stephanacris draconius ingår i släktet Stephanacris och familjen Phasmatidae. Inga underarter finns listade i Catalogue of Life.